# 本亚明·舍什科
本亚明·舍什科（發音：[ˈbeːnjamin ˈʃɛːʃkɔ]；2003年5月31日—）是一名斯洛文尼亚职业足球运动员，司职前锋，为英超俱乐部曼聯和斯洛文尼亚国家队效力。

## 俱乐部生涯

### 早期生涯
舍什科在小学一年级时加入了他的家乡俱乐部Radeče，开始了他的职业生涯。 然后他在11岁以下选择赛中与Rudar Trbovlje度过了一年， 然后回到了 Radeče。 2016年，他转会至Krško，在那里为U-15和U-17踢球。 在2017-18赛季，他在U-15组比赛中打入59球，出场23次。 2018年，Šeško 加入了Domžale，在那里呆了一个赛季。

### 红牛萨尔茨堡
16岁时，即2019年6月3日，舍什科与红牛萨尔茨堡签署了为期三年的职业合同。 他于2021年1月30日在一场3-0战胜TSV Hartberg的奥地利足球甲级联赛比赛中首次亮相红牛萨尔茨堡队。

#### 外借至FC Liefering
在与红牛萨尔茨堡签约后，他被转至他们的农场俱乐部FC Liefering，参加奥地利乙级联赛。在2020-21赛季，他在29场比赛中打进21球，成为联赛第二射手。 他在赛季的最后阶段打进了大部分进球，在最后7轮中打进了13球。

### RB萊比錫
2022年8月9日，RB萊比錫宣布舍什科将于2023年7月1日加盟，签订为期五年，直至2028年的合同，转会费据报道约为2400万欧元。
2023/24球季，錫斯高為RB萊比錫總共攻入18球，並吸引一些海外球會關注，但他最終與RB萊比錫續約至2029年。
2024/25球季，錫斯高為RB萊比錫總共攻入21球，成為球會當季的首席射手。

### 曼聯
2025年8月9日，英超球隊曼聯宣布錫斯高加盟，雙方簽約5年至2030年，據報轉會費為6625萬英鎊，另加735萬英鎊流動條款。

## 国际生涯

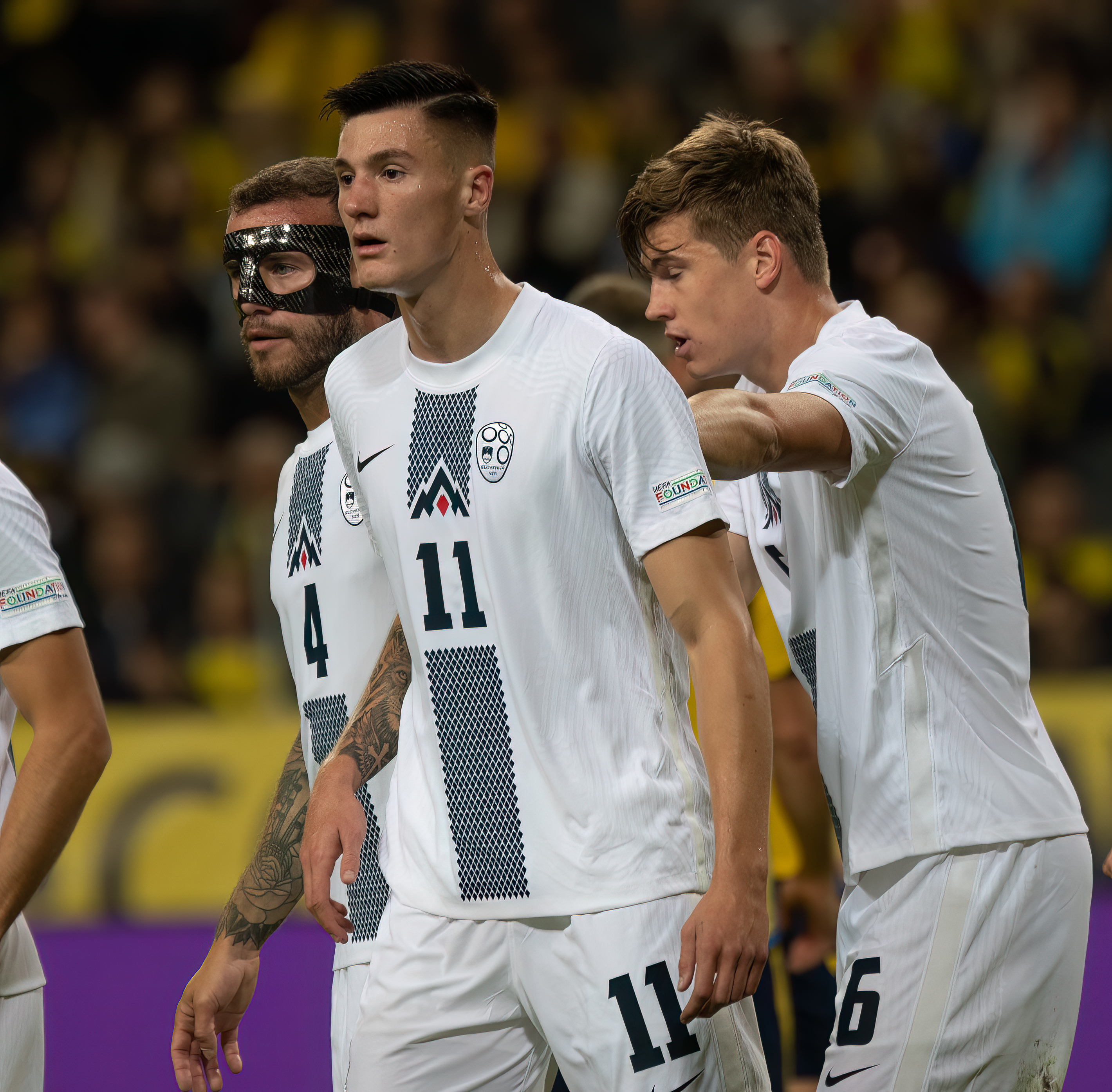
舍什科（11号）与斯洛文尼亚队于2022年

由于其母亲来自Doboj，舍什科有资格代表斯洛文尼亚和波黑（波黑和赫塞哥维纳）。 舍什科选择了前者，在U-15、U-16、U-17 和U-19 水平上代表了该国。他于2020年9月在一场对阵奥地利的友谊赛中首次亮相斯洛文尼亚U-19队。
2021年5月，舍什科被国家队主教练Matjaž Kek征召，准备参加2021年6月的一对友谊赛。 他在2021年6月1日与北马其顿队的友谊赛中首次代表斯洛文尼亚队亮相，比赛以1-1战平。当时他18岁零1天，成为国家队最年轻的首秀球员，超越了七年前由Petar Stojanović创下的纪录。 在2021年10月8日，舍什科在对阵马耳他的2022年国际足联世界杯预选赛比赛中打进他代表斯洛文尼亚的首个进球，年仅18岁4个月零8天，成为斯洛文尼亚队史上最年轻的进球者。
在2022–23 UEFA Nations League B比赛中，舍什科凭借两粒关键进球帮助斯洛文尼亚避免降级至C组。他在2022年9月24日对阵挪威的比赛中提供助攻并打入制胜一球，比分为2-1。 三天后，他在对阵瑞典的比赛中也进球，该进球被媒体称为“绝妙进球”， 并被UEFA提名为比赛日最佳进球之一。

## 榮譽
萨尔茨堡红牛
- 奧地利足球超級聯賽冠軍 :  2020–21, 2021–22, 2022–23
- 奧地利盃冠軍 : 2021–22

RB萊比錫
- 德國超級盃冠軍 :  2023[22]

## 外部連結
- Soccerway資料庫：本亚明·舍什科
- （页面存档备份，存于） - transfermarkt